# Alpineskiën op de Olympische Winterspelen 1984
Alpineskiën is een van de sporten die beoefend werden tijdens de Olympische Winterspelen 1984 in Sarajevo.

## Heren

### Afdaling
| rang   | sporter(s)        | land | tijd    |
| ------ | ----------------- | ---- | ------- |
| Goud   | Bill Johnson      | USA  | 1:45.59 |
| Zilver | Peter Müller      | SUI  | 1:45.86 |
| Brons  | Anton Steiner     | AUT  | 1:45.95 |
| 4      | Pirmin Zurbriggen | SUI  | 1:46.05 |
| 5      | Helmut Höflehner  | AUT  | 1:46.32 |
| 5      | Urs Räber         | SUI  | 1:46.32 |
| 7      | Sepp Wildgruber   | FRG  | 1:46.53 |
| 8      | Steve Podborski   | CAN  | 1:46.59 |
|        |                   |      |         |
| 40     | Pierre Couquelet  | BEL  | 1:52.40 |
| 46     | Henri Mollin      | BEL  | 1:55.72 |

### Reuzenslalom
| rang   | sporter(s)       | land | tijd    |
| ------ | ---------------- | ---- | ------- |
| Goud   | Max Julen        | SUI  | 2:41.18 |
| Zilver | Jure Franko      | YUG  | 2:41.41 |
| Brons  | Andreas Wenzel   | LIE  | 2:41.75 |
| 4      | Franz Gruber     | AUT  | 2:42.08 |
| 5      | Boris Strel      | YUG  | 2:42.36 |
| 6      | Hubert Strolz    | AUT  | 2:42.71 |
| 7      | Alex Giorgi      | SUI  | 2:43.00 |
| 8      | Phil Mahre       | USA  | 2:43.25 |
|        |                  |      |         |
| 35     | Pierre Couquelet | BEL  | 2:58.59 |
|        | Henri Mollin     | BEL  | DNF     |

### Slalom
| rang   | sporter(s)            | land | tijd    |
| ------ | --------------------- | ---- | ------- |
| Goud   | Phil Mahre            | USA  | 1:39.41 |
| Zilver | Steve Mahre           | USA  | 1:39.62 |
| Brons  | Didier Bouvier        | FRA  | 1:40.20 |
| 4      | Jonas Nilsson         | SWE  | 1:40.25 |
| 5      | Oswald Tötsch         | ITA  | 1:40.48 |
| 6      | Petar Popangelov      | BUL  | 1:40.68 |
| 7      | Bojan Križaj          | YUG  | 1:41.51 |
| 8      | Lars-Göran Halvarsson | SWE  | 1:41.70 |
|        |                       |      |         |
|        | Pierre Couquelet      | BEL  | DNF     |
|        | Henri Mollin          | BEL  | DNF     |

## Dames

### Afdaling
| rang   | sporter(s)                | land | tijd    |
| ------ | ------------------------- | ---- | ------- |
| Goud   | Michela Figini            | SUI  | 1:13.36 |
| Zilver | Maria Walliser            | SUI  | 1:13.41 |
| Brons  | Olga Charvátová           | TCH  | 1:13.53 |
| 4      | Ariana Ehrat              | SUI  | 1:13.95 |
| 5      | Jana Gantnerová-Šoltýsová | TCH  | 1:14.14 |
| 6      | Marina Kiehl              | FRG  | 1:14.30 |
| 6      | Gery Sorensen             | CAN  | 1:14.30 |
| 8      | Lea Sölkner               | AUT  | 1:14.39 |

### Reuzenslalom
| rang   | sporter(s)             | land | tijd    |
| ------ | ---------------------- | ---- | ------- |
| Goud   | Debbie Armstrong       | USA  | 2:20.98 |
| Zilver | Christin Cooper        | USA  | 2:21.38 |
| Brons  | Perrine Pelen          | FRA  | 2:21.40 |
| 4      | Tamara McKinney        | USA  | 2:21.83 |
| 5      | Marina Kiehl           | FRG  | 2:22.03 |
| 6      | Blanca Fernández Ochoa | ESP  | 2:22.14 |
| 7      | Erika Hess             | SUI  | 2:22.51 |
| 8      | Olga Charvátová        | TCH  | 2:22.57 |

### Slalom
| rang   | sporter(s)               | land | tijd    |
| ------ | ------------------------ | ---- | ------- |
| Goud   | Paoletta Magoni          | ITA  | 1:36.47 |
| Zilver | Perrine Pelen            | FRA  | 1:37.38 |
| Brons  | Ursula Konzett           | LIE  | 1:37.50 |
| 4      | Roswitha Steiner         | AUT  | 1:37.84 |
| 5      | Erika Hess               | SUI  | 1:37.91 |
| 6      | Małgorzata Mogore-Tlałka | POL  | 1:37.97 |
| 7      | Mariarosa Quario         | ITA  | 1:37.99 |
| 8      | Anni Kronbichler         | AUT  | 1:38.05 |

## Medaillespiegel
| rang | land              | goud | zilver | brons | totaal |
| ---- | ----------------- | ---- | ------ | ----- | ------ |
| 1    | Verenigde Staten  | 3    | 2      | 0     | 5      |
| 2    | Zwitserland       | 2    | 2      | 0     | 4      |
| 3    | Italië            | 1    | 0      | 0     | 1      |
| 4    | Frankrijk         | 0    | 1      | 2     | 3      |
| 5    | Joegoslavië       | 0    | 1      | 0     | 1      |
| 6    | Liechtenstein     | 0    | 0      | 2     | 2      |
| 7    | Oostenrijk        | 0    | 0      | 1     | 1      |
| 7    | Tsjecho-Slowakije | 0    | 0      | 1     | 1      |
|      |                   | 6    | 6      | 6     | 18     |